# Endarteriectomia
Endarteriectomia é uma técnica cirúrgica que visa remover uma placa ateromatosa, ou uma obstrução por coágulo, no interior de uma artéria. É executada separando a placa da parede arterial.
Foi descoberta e executada pela primeira vez numa artéria femoral superficial em 1946 pelo professor e cirurgião português João Cid dos Santos da Universidade de Lisboa.
 Em 1951, E. J. Wylie, um americano, executou esta técnica na aorta abdominal.
 A primeira reconstrução bem sucedida da carótida interna foi executada por Carrea, Molins e Murphy, na Argentina, nos fins do mesmo ano.
A técnica é amplamente usada na artéria carótida de modo a reduzir o risco de acidente vascular cerebral, quando a artéria apresenta uma estenose superior a 70% e mesmo inferior a 70% se já tiver havido acidentes isquémicos transitórios (AIT). Porém, dependendo da experiência da equipa que efectua a cirurgia, a endarteriectomia pode eventualmente complicar-se por um acidente vascular cerebral.
A endarterectomia é muitas vezes usada juntamente com um bypass venoso para repermeabilizar segmentos arteriais.